# Atelopus galactogaster
Atelopus galactogaster är en groddjursart som beskrevs av Juan A. Rivero och Marco Antonio Serna 1993. Atelopus galactogaster ingår i släktet Atelopus och familjen paddor. IUCN kategoriserar arten globalt som akut hotad. Inga underarter finns listade.